# Пеггі Марч
Пеггі Марч (англ. Peggy March, справжнє. ім'я: Margaret Annemarie Battavio; 8 березня 1948) — американська співачка, найбільш відома завдяки своїй пісні 1963 року «I Will Follow Him», яка була продана в США більш ніж мільйоном примірників

## Кар'єра
Коли Маргарет було 13 років, вона співала на дні народження своєї двоюрідної сестри або брата, її помітили і представили продюсерському дуету Х'юго енд Луїджі. Ті придумали для неї псевдонім Маленька Пеггі Марч (англ. Little Peggy March), тому що вона була 4 фути 9 дюймів (1 м 44 см) зріст, їй було всього 13 років, пісня яку вона з ними записала, називалася «Little Me», а день народження у неї був у березні.

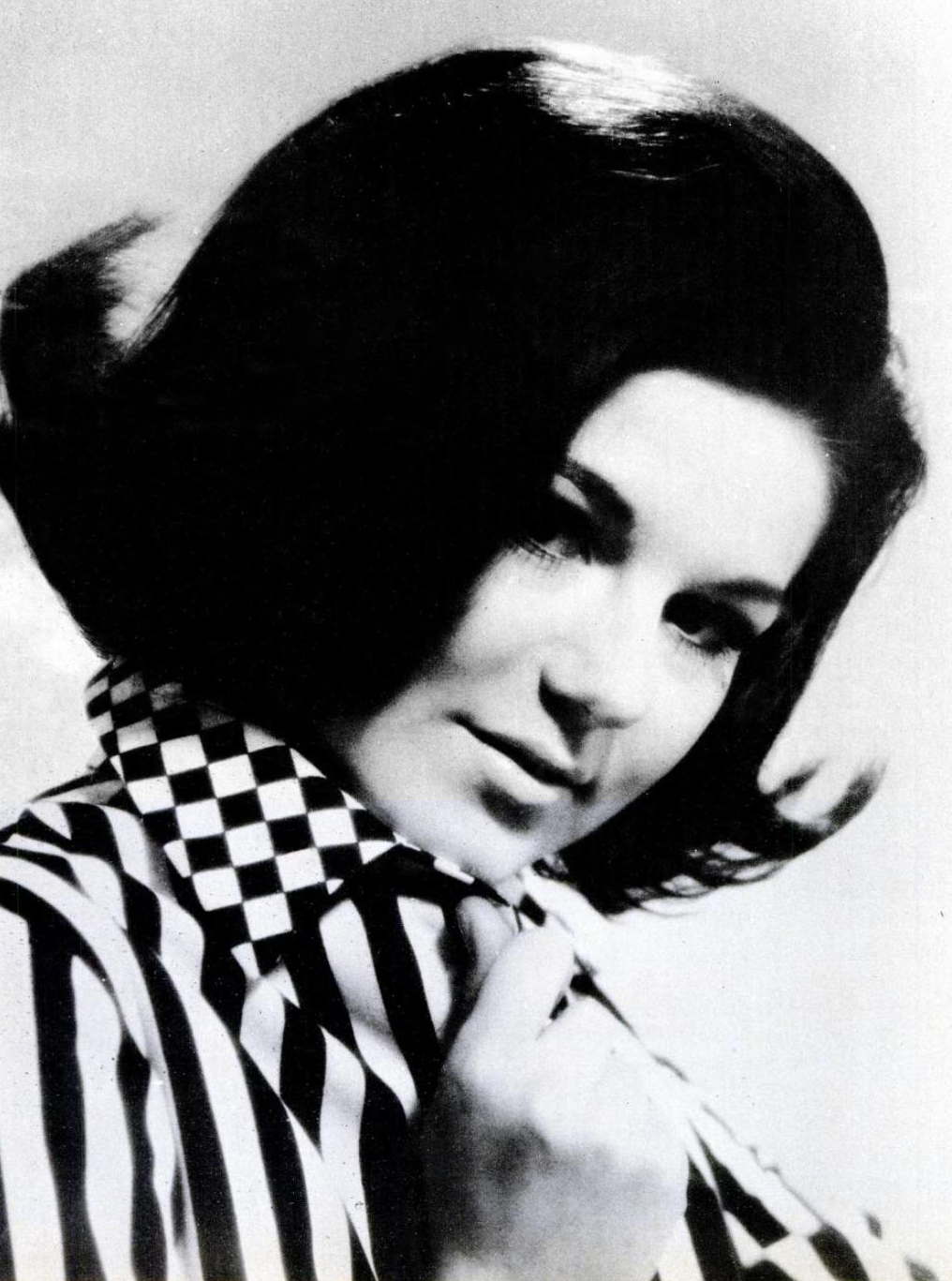
Пеггі Марч у 1960-ті.

24 квітня 1963 року її сингл «I Will Follow Him» піднявся на 1 місце американських чартів. На той момент їй було 15 років, і Пеггі Марч й донині залишається наймолодшою співачкою, яка потрапила на перше місце гарячої сотні «Білборда». Записана ж і видана пісня була на початку січня і 22 січня відповідно, тобто коли співачці було ще тільки 14. Пісня також потрапила на перше місце в Австралії, Новій Зеландії, Південній Африці, Японії та Скандинавії. Пісня являла собою переклад французької пісні «Chariot», яку роком раніше записала Петула Кларк.
Успіх Марч не приніс їй статків. Вона була неповнолітньою, і по так званому Закону Кугана батьки не мали права розпоряджатися грошима. Відповідальність була покладена на її менеджера Рассела Сміта. У 1966 році виявилося, що він розтратив усі гроші, залишивши їй лише 500 доларів. Пеггі закінчила Лансдейлську католицьку середню школу  у 1966 році. Скоро у неї з'явився новий менеджер, Ерні Гарріс, який згодом став її чоловіком. У них одна дочка, вона народилася в 1974 році і її звуть Санде.
Хоча Пеггі Марч пам'ятають в США як «артиста одного хіта», пізніше вона досягала першої сороковки в США з піснями «I Wish I Were a Princess» і «Hello Heartache, Goodbye Love», причому остання досягла також 29 місця у Великій Британії Всього ж на лейблі RCA Victor з 1964 по 1971 рік вона записала 18 синглів. Також вона випустила кілька альбомів, але в США продавалися вони погано. В Європі і Азії ж її популярність зростала, і в 1969 році Пеггі переїхала до Німеччини. Там в Німеччині її комерційний успіх тривав до кінця 1970-х років. У 1969 році вона спробувала потрапити на Конкурс пісні Євробачення, але в німецькому національному відборі з піснею «Hey! Das ist für Musik mich» посіла друге місце. Ще одну спробу поїхати на «Євробачення» від Німеччини співачка зробила в 1975 році з написаною Ральфом Зігелем піснею «Alles geht vorüber», але знову в національному відборі була другою.

## Дискографія
| Дата     | Назва                                            | Чарти | Чарти | Чарти |
| Дата     | Назва                                            | US    | GER   | UK    |
| -------- | ------------------------------------------------ | ----- | ----- | ----- |
| бер 1963 | «I Will Follow Him»                              | 1     | —     | —     |
| чер 1963 | «I Wish I Were a Princess»                       | 32    | —     | —     |
| вер 1963 | «Hello Heartache, Goodbye Love»                  | 26    | —     | 29    |
| лис 1963 | «The Impossible Happened»                        | 57    | —     | —     |
| лют 1964 | «(I'm Watching) Every Little Move You Make»      | 84    | —     | —     |
| тра 1965 | «Er schoss mir eine Rose»                        | —     | 23    | —     |
| лип 1965 | «Mit 17 hat man noch Träume»                     | —     | 2     | —     |
| лис 1965 | «Die schönen Stunden gehen schnell vorbei»       | —     | 25    | —     |
| лип 1966 | «Hundert Jahre und noch mehr»                    | —     | 40    | —     |
| гру 1966 | «Sweetheart schenk mir einen Ring»               | —     | 23    | —     |
| бер 1967 | «Memories of Heidelberg»                         | —     | 5     | —     |
| вер 1967 | «Romeo und Julia»                                | —     | 1     | —     |
| січ 1968 | «Telegramm aus Tennessee»                        | —     | 15    | —     |
| бер 1968 | «Canale Grande Number One»                       | —     | 18    | —     |
| лип 1968 | «Das ist Musik fûr mich»                         | —     | 21    | —     |
| вер 1968 | «Mississippi Shuffle Boat»                       | —     | 30    | —     |
| січ 1969 | «Yesterday Waltz»                                | —     | 37    | —     |
| кві 1969 | «Hey»                                            | —     | 29    | —     |
| сер 1969 | «Bahama Lullabye»                                | —     | 13    | —     |
| лис 1969 | «In der Carnaby Street»                          | —     | 16    | —     |
| гру 1969 | «Mister Giacomo Puccini»                         | —     | 33    | —     |
| вер 1970 | «Die Maschen der Mānner»                         | —     | 29    | —     |
| сер 1970 | «Einmal verliebt, immer verliebt»                | —     | 23    | —     |
| сер 1971 | «Sing, wenn du glücklich bist»                   | —     | 35    | —     |
| лют 1972 | «Ich weiss, ich verlieb mich noch heute in dich» | —     | 38    | —     |
| лип 1972 | «Es ist schwer, dich zu vergessen»               | —     | 30    | —     |
| січ 1976 | «Du, mach mich nicht an»                         | —     | 47    | —     |
| чер 1976 | «Costa Brava»                                    | —     | 42    | —     |
| вер 1977 | «Fly Away Pretty Flamingo»                       | —     | 8     | —     |
| кві 1978 | «Oklahoma Bay»                                   | —     | 44    | —     |
| сер 1980 | «Dreh' die Uhr zurück zum Anfang»                | —     | 37    | —     |